# 타운센드밭쥐
타운센드밭쥐(Microtus townsendii)는 비단털쥐과에 속하는 설치류의 일종이다. 회색꼬리밭쥐(M. canicaudus)의 자매종이다. 캐나다 브리티시컬럼비아주 온대 초원과 미국 워싱턴주와 오리건주에서 발견된다. 속명 "미크로투스(Microtus)"는 "작은 귀"를 의미하는 그리스어 단어에서 유래했다. 종소명과 일반명은 1835년 모식 표본을 수집한 미국 박물학자 겸 작가인 타운센드(John Kirk Townsend)의 이름에서 유래했다.

## 특징
타운센드밭쥐는 북아메리카에서 가장 큰 밭쥐의 하나로 꼬리 길이 48~70mm를 포함하여 전체 몸길이가 169~225mm까지 자라며, 몸무게 범위는 48~73g이다. 가늘고 거친 털 밖으로 귀가 완전히 드러나 보일 정도로 귀가 넓고 두드러진다. 등 쪽 털은 짙은 갈색을 띠며 조모가 많고 털 끝이 검으며, 배 쪽 털은 연한 색을 띤다. 발은 청회색-회색이고, 꼬리는 윗면이 거무스레하고 아랫면은 짙은 갈색이다. 보통 새끼가 어른보다 털 색이 진하고, 배 쪽은 짙은 회색을 띠며 꼬리와 발은 검다.

## 분포 및 서식지
타운센드밭쥐는 북아메리카 극서부 지역에서 발견된다. 분포 지역은 캐나다 브리티시컬럼비아주 밴쿠버섬부터 남쪽으로 미국 워싱턴주와 오리건주를 거쳐 캘리포니아주 훔볼트 만까지이다. 해수면부터 올림픽산맥의 해발 1,830m와 캐스케이드산맥의 915m 고도까지 발견된다. 일반적으로 습초지와 습지, 범람원, 울창한 초목이 자라는 습지대, 염습지 등에서 서식한다. 개체수가 극도로 많아질 수 있어서 다른 종에게 영향을 미치거나 배제시킨다. 타운센드밭쥐의 번식률은 많은 종의 좋은 식량 공급원이 된다.

## 생태
타운센드밭쥐는 굴을 파서 생활하며, 서식지 식물 사이에 통로를 만든다. 통로는 여러 세대의 밭쥐가 이어서 연중 사용되고 약 2.5~5cm 깊이로 만들어진다. 여름에 밭쥐는 식물이 만들어내는 더 울창한 차폐물을 이용할 수 있으며 다른 곳으로 이동할 수도 있다. 통로에 배설물을 쌓여 있고, 종종 교차로에 대소변이 크게 쌓이는 장소가 형성되기도 한다. 가로와 세로 18cm x 8cm와 높이 최대 13cm까지 쌓여 있는 대소변이 보고되기도 한다. 땅 표면이나 작은 언덕 위에 둥지를 만들기 때문에 굴이 때로는 물 속에 있게 되는 계절성 범람 지역에서 생활하게 된다. 땅 아래와 표면의 둥지 모두 풀 속에 만든다.
타운센드밭쥐는 골풀과 사초, 풀, 툴레 나무, 속새류, 토끼풀, 자주개자리, 자주등심붓꽃 등과 같은 부드러운 식물을 먹는다. 박하의 땅속줄기를 저장하기도 하며, 즙이 풍부한 녹색 식물을 이용할 수 있는 시기임에도 불구하고 겨울에 박하를 소비한다.
2월과 10월 사이에 번식을 한다. 임신 기간은 약 23일이고, 한마리부터 9마리까지 평균 4마리의 새끼를 낳으며, 대개 큰 암컷이 많은 새끼를 낳는다. 새끼들은 태어난 지 약 16일이 지나면 젖을 뗀다.

## 보전 상태
타운센드밭쥐는 분포 지역이 넓고, 개체수 변동이 크다. 장기적으로 개체수가 안정적인 것으로 보이며, 일부 지역에서 아주 풍부하여 헥타르 당 800마리까지 최고 밀도를 기록하기도 한다. 알려진 특별한 멸종 위협 요인이 없다. 국제 자연 보전 연맹(IUCN)이 보전 등급을 "관심대상종"으로 분류하고 있다.

## 참고 자료
- Bachman, J (1839). “Description of several new species of American quadrupeds”. 《Journal of the Academy of Natural Sciences of Philadelphia》. 8, part 1: 57–60. 2014년 10월 21일에 확인함.
- Cornely, John E.; Verts, B. J. (1988). “Microtus townsendii” (PDF). 《Mammalian Species》 (American Society of Mammalogists) 325: 1–9. doi:10.2307/3504129. JSTOR 3504129.
- Kays, Roland W.; Wilson, Don E. (2010). 《Mammals of North America》 (Print) Seco판. Princeton: Princeton University Press. 134쪽. ISBN 1-4008-3350-7.
- Wilson, Don E.; Reeder, DeeAnn M. (editors) (2005). 《Microtus (Mynomes) townsendii》. 《Wilson and Reeder’s Mammal Species of the World — A Taxonomic and Geographic Reference》 (Print) Thi판 (Baltimore, Maryland: Johns Hopkins University Press/Bucknell University). 1018–1019쪽. ISBN 978-0-8018-8221-0. 2014년 10월 21일에 확인함.